# Casos d'abusos sexuals comesos per membres de l'Església catòlica
Els casos d'abusos sexuals comesos per membres de l'Església catòlica són una sèrie d'acusacions, investigacions, judicis i condemnes de crims d'abusos sexuals contra infants comesos per preveres, monges i membres d'ordes catòlics contra nens i joves. L'Església catòlica, sacsejada per escàndols sexuals de nens, està treballant per erradicar la pràctica entre els seus sacerdots. El 2 de febrer de 1961 el Vaticà va emetre un document, "Instrucció sobre l'acurada selecció i formació de candidats per als estats de perfecció i de les Sagrades Ordres", llevant del sacerdoci a qualsevol persona que tingui "la perversa inclinació a l'homosexualitat o la pederàstia."

## Introducció
Es coneixen els casos d'abusos sexuals comesos per membres de l'Església Catòlica com una sèrie de condemnes, judicis i recerques sobre casos i crims d'abús sexual infantil comesos per sacerdots i membres del clergat catòlic en contra de menors d'edat, des dels 3 anys, i involucren, en la majoria dels casos, a nens d'entre 11 i 14 anys. Aquests crims poden incloure sexe anal i/o penetració oral. Els casos han estat documentats i denunciats davant les autoritats civils de diversos països, resultant en la persecució dels pederastes i demandes civils contra les diòcesis de l'Església Catòlica. Molts dels casos surten a la llum pública diverses dècades després dels fets. Les demandes davant les autoritats han estat fetes també contra la jerarquia catòlica, qui en moltes ocasions obstaculitza les recerques, a més de no reportar i de fet encobrir als sacerdots pederastes, movent-los de parròquies per evitar la seva detenció i judici.
A partir de la segona meitat del segle xx s'ha incrementat el nombre de denúncies per abús sexual infantil en totes les seves varietats per part de religiosos catòlics romans. En els últims anys, han cobrat rellevància els casos d'Irlanda, Estats Units i Alemanya, on les autoritats locals han trobat culpables a sacerdots catòlics de centenars d'acusacions de pedofília. Com a cas més notable, Lawrence Murphy va abusar de dos-cents nens sords a Wisconsin (Estats Units).
L'escàndol ha afectat a congregacions com la Legió de Crist; Álvaro Corcuera va reconèixer que Marcial Maciel, que va fundar la congregació que dirigeix, va incórrer en aquest tipus de conductes i va demanar perdó públicament a les víctimes, tant per les ofenses sexuals com per l'actitud omisa de la pròpia congregació. Va ocasionar la renúncia dels bisbes irlandesos de Cloyne, John Magee, i de la diòcesi de Kildare i Leighlin, els qui van reconèixer haver estat negligents davant les denúncies de pedofília per sacerdots en les seves diòcesis; i ha portat a la presó a diversos sacerdots catòlics romans. A l'abril de 2010, Roger Joseph Vangheluwe va dimitir com a bisbe de Bruges per haver abusat sexualment d'un jove quan era sacerdot i al començament del seu episcopat.
Organitzacions de víctimes de pedofília han assenyalat que els papes Joan Pau II i Benet XVI tenen algun grau de responsabilitat per haver encobert abusos, o bé omès les denúncies. Els investigadors del cas de Marcial Maciel i la Legió de Crist; així com les víctimes d'aquest religiós, han assenyalat que Joan Pau II va tenir coneixement dels fets i no va actuar En el cas de Benet XVI, algunes organitzacions catòliques alemanyes han demandat la seva denúncia. Diversos dels casos d'abús sexual per sacerdots a Alemanya van ocórrer a Múnic, la diòcesi on aquest papa va ser bisbe
El Vaticà, per la veu de Benet XVI, ha condemnat la pedofília i ha reconegut els casos que l'han portat a l'escàndol per aquesta causa en els últims anys de la primera dècada del segle xxi. A través d'un comunicat dirigit als catòlics d'Irlanda, el màxim jerarca catòlic ha reconegut l'actuació "insuficient" del Vaticà cap als casos de pedofília denunciats i va reconèixer que es va tractar d'actes criminals que van danyar a les víctimes i han danyat la imatge de l'Església al món; actes pels quals els sacerdots "hauran de respondre —va dir el papa— davant Déu i els tribunals degudament constituïts".
El papa Benet XVI ha reconegut públicament els casos de pedofília comesos per sacerdots, ha demanat perdó a les víctimes i ha sostingut que els culpables han de respondre davant dels tribunals. Ratzinger també va iniciar un procés contra Marcial Maciel per acusacions de pedofília. El 2006, quan Ratzinger ja era papa, va anunciar el tancament de la recerca sobre Maciel a causa de la seva avançada edat i infringida salut, ordenant-li el retir del sacerdoci públic per consagrar-se a una vida d'«oració i penitència».

## Les víctimes
Els nens i joves víctimes dels abusos, alguns des dels 3 anys, i amb la majoria comesos contra nens d'entre 11 i 14 anys. Molts d'aquests casos s'han desenvolupat durant dècades i han passat molts anys des que l'abús es va cometre. Algunes acusacions s'han realitzat també contra membres de la jerarquia de l'Església Catòlica que no informà de les acusacions d'abusos sexuals a les autoritats legals; sinó que es limitaren a traslladar els preveres abusadors a altres parròquies, on els abusos continuaren. Això ha comportat diversos casos de frau, on l'Església ha estat acusada de menystenir les víctimes traslladant deliberadament els preveres acusats d'abusos, en comptes de retirar-los dels seus càrrecs.

## Cobertura mediàtica
Els casos han rebut una atenció significativa dels mitjans de comunicació arreu del món, especialment al Canadà, a Irlanda i als Estats Units. En resposta a aquesta cobertura mediàtica, membres de la jerarquia de l'Església han afirmat que la cobertura dels mitjans ha estat excessiva i desproporcionada. D'acord amb un estudi del Pew Research Center, la cobertura dels mitjans principalment emanà dels Estats Units el 2002, quan el Boston Globe començà una investigació crítica. Pel 2010 la major part de la informació se centrà en els abusos a Europa. Des de 2001 a 2010, la Santa Seu ha considerat que les acusacions d'abusos sexuals relatives a uns 3.000 preveres poden retrocedir fins a 50 anys, d'acord amb el Promotor de Justícia vaticà. Els casos arreu del món mostren models d'abusos continuats des de molt temps i la cobertura dels informes. Els funcionaris diocesans i acadèmics diuen que els abusos sexuals per part del clergat generalment no es discuteix, i que és difícil de mesurar. A les Filipines, on un 85% de la població és catòlica, les denúncies d'abusos a menors per part de capellans seguí l'informe dels Estats Units el 2002.
La recerca i l'opinió dels experts el 2010 indicà que les proves no senyalaven que els homes pertanyents a l'Església Catòlica fossin més propensos que els altres a cometre abusos, i indicà que la prevalència dels abusos per part de capellans havia caigut significativament en els darrers 20 o 30 anys.

## Context general
A la fi de la dècada de 1990 van començar a sortir a la llum denúncies contra sacerdots i religiosos catòlics, principalment als Estats Units i Austràlia, acusats d'abusos sexuals a menors, comesos durant la segona meitat del segle passat. Més d'un centenar de membres de l'Església Catòlica australiana han estat condemnats per abusar sexualment d'un miler de víctimes, segons l'organització Broken Rites.
El papa Benet XVI ha condemnat reiteradament aquestes pràctiques, subratllant que "sacerdoci i pedofília són incompatibles".
D'acord amb estudis de Philip Jenkins, professor d'Història i Estudis Religiosos de la Universitat de Pennsilvània, el 99,8% dels sacerdots catòlics mai s'han vist implicats en aquest tipus de comportaments delictius i no existeix l'evidència que la pedofília sigui més comuna entre el clergat catòlic, que entre els ministres protestants, els líders jueus, els metges o membres de qualsevol altra institució en la qual els adults ocupin posicions d'autoritat sobre els nens.
Encara que d'altra banda, el valor de les estadístiques en aquest cas és relatiu, ja que el mètode estadístic només pot basar-se en casos declarats. No obstant això, el fenomen de l'abús sexual tendeix a ser silenciat a causa del caràcter culpabilitzant que té pel qual el comet, i al caràcter vergonyant que té pel qual el pateix. Per tant, els estudis de Jenkins, si bé han de ser tinguts en compte, són necessàriament relatius.
D'altra banda, un informe de la BBC de 2004, declara que en els Estats Units el 4% del clergat catòlic d'aquest país ha estat implicat en pràctiques sexuals amb menors, en nombre aproximat de 4.000 sacerdots durant els últims 50 anys encara que només entre el 5 i el 10% de les víctimes denuncia el cas, segons Barbara Blaine, presidenta de la Xarxa de supervivents d'abusats per sacerdots (SNAP) dels Estats Units.
La majoria dels casos es van presentar en seminaris sacerdotals, escoles i orfenats on nens i adolescents estaven sota la cura del clergat. La publicació de nombrosos escàndols va crear una forta crítica cap a la jerarquia de l'Església, especialment per l'actitud que alguns bisbes i superiors religiosos van assumir enfront de les evidències del fet limitant-se a crides d'atenció privats i el trasllat de l'infractor a altres llocs, mentre es va guardar una indiferència sistemàtica enfront de les víctimes, la qual cosa va portar a la conclusió que els superiors dels infractors estaven encobrint el crim. D'altra banda, moltes denúncies van ser falses, i aprofitades per certs sectors opositors de l'Església. Per exemple en l'estudi de Hudson "Deu mites sobre la pedofília dels sacerdots": «En els escàndols recents de Boston, només 4 d'entre més dels 80 sacerdots etiquetats pels mitjans de comunicació com a "pedòfils" són en realitat culpables d'abusar de nens petits».

## Antecedents
Els casos d'abús sexual a menors d'edat es van presentar sempre allí on nens i adolescents estaven en contacte amb religiosos, de la mateixa manera que succeeix en un altre tipus d'organitzacions que tenen la responsabilitat de la seva cura o que estan en contacte freqüent amb aquests. La confiança que els ministres de l'Església generen entre els laics va facilitar en la majoria de les ocasions els delictes de l'abusador en parròquies, seminaris, orfenats, hospitals i organitzacions de treball social. En molts casos la víctima no va rebre atenció immediata fins i tot per part de la seva família a causa del respecte que aquesta li tenia a l'implicat o per por i ignorància.
El Codi de Dret Canònic, la base del dret eclesiàstic, contempla penes per als delictes que tenen a veure amb l'abús sexual, com s'expressa en diversos cànons. Segons el Cànon 1395, el clergue que cometi un delicte sexual amb un menor d'edat, sigui aquest per mitjà de violència o amenaces, ha de ser castigat amb penes justes que poden incloure l'expulsió de l'estat clerical. Les evidències d'aquest crim per part de religiosos pot ser traçada amb anterioritat al segle xx a causa de l'existència de documents eclesiàstics que busquen prevenir-lo, com la constitució apostòlica Sacramentum Poenitentiae de 1741. No obstant això, el desenvolupament dels mitjans de comunicació, especialment després de la Segona Guerra Mundial, posarien en evidència el cas no solament dins de l'Església Catòlica, sinó de totes aquelles institucions i organitzacions on adults tenen contacte directe amb menors. Amb l'adveniment de la secularització, especialment d'aquelles nacions de forta tradició catòlica, els casos van adquirir una gran rellevància per a certs sectors anticatòlics.

### Primers casos denunciats
Els primers casos denunciats de manera pública es van presentar per primera vegada als Estats Units i Irlanda. L'informe John Jay va trobar acusacions contra 4.392 sacerdots nord-americans en el lapse de 50 anys, la qual cosa representava el 4% del clergat d'aquest país. Les evidències van cridar aviat l'atenció de l'opinió pública internacional perquè es tractava de víctimes menors d'edat, nombrosos nens impúbers i en la seva majoria homes. Els primers casos es van donar durant els anys noranta, però el seu ampli informe en els mitjans aviat va motivar a antigues víctimes a denunciar als seus agressors i l'abús dels quals s'havia presentat des d'anys tan primerencs com 1940,
A l'Estat de Delaware un dels primers casos presentats és el d'un capità de corbeta, qui va presentar una demanda per abús sexual en contra d'Archmere Academy, Inc., el Pare Edward Joseph Smith, O. Praem, i l'Arxidiòcesi Catòlica de Wilmington. En aquest cas, el sacerdot norbertí Edward Joseph Smith, O. Praem, no va anar a la presó, però The Norbertine Fathers of Delaware, Inc., es va veure obligada a un pagament de $ 41.000.000 USD Arxivat 2016-03-24 a Wayback Machine.. A causa de l'abús comès pel sacerdot catòlic Edward Joseph Smith, O. Praem, durant 33 mesos consecutius. Aquesta compensació inclou $ 6 milions en danys compensatoris i $ 35 milions en danys punitius Arxivat 2016-03-04 a Wayback Machine..

### Visualització del problema en els mitjans de comunicació
Les denúncies van augmentar de manera immediata no solament en països de tradició catòlica com Irlanda, sinó en altres nacions com el Regne Unit, Canadà i, sobretot, els Estats Units, on van rebre una àmplia difusió en els mitjans de comunicació social, els quals van recollir declaracions de les víctimes. Els informes es van centrar especialment en les maneres en què els menors van ser abusats i posteriorment silenciats per mitjà de constriccions morals, psicològiques i fins i tot violentes i en el silenci que van guardar per anys alguns caps de l'Església, fet que constitueix, sempre que el delicte hagi estat real, un cas d'encobriment delictiu. Moltes de les víctimes van conformar associacions per enfortir els seus reclams judicials i de compensació enfront dels agressors i a les institucions eclesials i en nombrosos casos van rebre el suport de partits polítics i altres sectors socials.
Molts casos van resultar ser calumniosos, evidenciant una manipulació en favor de certs interessos antieclesials o de desig de sensacionalisme periodístic.
Les denúncies no es van centrar solament dins de l'esfera de l'abús sexual, sinó que van incloure també la violència física i moral, com va ser el cas a Irlanda de les Germanes de la Misericòrdia amb els asils de les Magdalenes, cas que va ser portat al cinema amb el títol The Magdalene sisters (2002) de Peter Mullan. La pel·lícula, elaborada amb testimoniatges de les víctimes, moltes d'elles ja d'edat avançada, explica el drama de noies que eren internades per les seves famílies a causa d'embarassos no desitjats i on eren sotmeses a càstigs físics i violència física i moral.